# Dendronephthya formosa
Dendronephthya formosa är en korallart som beskrevs av Gravier 1908. Dendronephthya formosa ingår i släktet Dendronephthya och familjen Nephtheidae. Inga underarter finns listade i Catalogue of Life.